# 2025년 콘클라베
2025년 콘클라베는 2025년 4월 21일에 사망한 교황 프란치스코의 뒤를 이을 새 교황을 선출하기 위한 교황 선거 (콘클라베)로 2025년 5월 7일에 열렸으며 콘클라베 진행 둘째 날인 현지시각 2025년 5월 8일 오후 6시 8분경에 제267대 교황인 교황 레오 14세가 선출되었다.

## 배경
프란치스코 교황이 폐렴에 걸린 후 2025년 2월과 3월에 다음 콘클라베에 대한 추측이 있었다. 2025년 4월 20일, 부활절 일요일에 바티칸 시국의 성 베드로 광장에서 연설을 진행한 이후 그 다음 날인 2025년 4월 21일 월요일 오전 7시 35분에 뇌졸중에 이어 발생한 심혈관 기능 정지로 인해 성녀 마르타의 집에서 향년 88세로 선종하였다. 이에 따라 차기 교황 선출을 위한 절차가 시작되었다.

## 과정
교황직 공석일 이전에 80세 이상의 추기경은 참여할 자격이 없다. 2025년 4월 21일 기준으로 추기경은 252명이며, 그중 135명이 80세 미만이다. 1975년 교황 바오로 6세가 반포한 사도 헌장 《로마 교황 선출》(Romano Pontifici Eligendo)에 규정된 바에 따르면 최대 120명의 추기경이 콘클라베에 참여할 수 있도록하고 있으나, 선거인 자격이 있는 추기경 수가 120명을 초과할 경우의 추기경 선출 방식은 규정되어 있지 않다.